# Taybe Yusein
Taybe Yusein Mustafa est une lutteuse bulgare, née le 4 mai 1991 à Madrevo. Médaillée de bronze aux Jeux olympiques de Tokyo, la lutteuse est la plus titrée de l'histoire de la Bulgarie avec six médailles mondiales et dix médailles européennes, dont un titre mondial obtenu en 2018 à Budapest et trois titres européens gagnés en 2018, 2019 et 2022.

## Carrière
Taybe Yusein a une dizaine d'années lorsqu'un ami proche de son père, entraîneur de lutte, l'invite à s'essayer au sport à l'occasion de l’ouverture d'entraînements pour les filles
Taybe Yusein remporte aux Championnats du monde de lutte une médaille d'or en 2018 en moins de 62 kg, trois médailles d'argent (en 2012 en moins de 63 kg, en 2013 en moins de 59 kg et en 2019 en moins de 62 kg) et deux médailles de bronze (en 2014 en moins de 60 kg et en 2015 en moins de 63 kg).
Aux Championnats d'Europe, elle remporte l'or en 2018, en 2019 et en 2022 en moins de 62 kg, l'argent en 2010 en moins de 59 kg, en 2011 et en 2017 en moins de 63 kg, ainsi que le bronze en 2014 en moins de 60 kg et en 2020 en moins de 62 kg. Elle remporte également une médaille de bronze en moins de 60 kg aux Jeux européens de 2015.
Elle termine 13e des Jeux olympiques d'été de 2016 dans la catégorie des moins de 63 kg avant de remporter le bronze aux Jeux olympiques d'été de 2020 dans la catégorie des moins de 62 kg. Vainqueur de la Brésilienne Lais Nunes 4 à 1 puis de la Mongole Bolortuya Khurelkhuu 10 à 0, Taybe Yusein s'incline en demi-finale contre la lutteuse japonaise Yukako Kawai, future championne olympique de la compétition. Dans le combat pour la médaille de bronze, Yusein marque dix points dans la première minute de la rencontre en attrapant les jambes de la Russe Lyubov Ovcharova (en).